# Capitán Confederación
Capitán Confederación (Captain Confederacy en el inglés original) es un comic book de historia alternativa creado por Will Shetterly y Vince Stone que se publicó entre 1986 y 1992. Cuenta la historia de un superhéroe creado con fines de propaganda, en un mundo en el que los Estados Confederados de América ganó su independencia.

## Trayectoria editorial
John M. Ford escribió tres números de la primera serie, y escribió una parte del número 10 "Driving Norte".

## Trama
La primera línea argumental, publicada en doce números por SteelDragon Press, cuenta cómo el primer Capitán Confederación, un hombre blanco, se une a la rebelión contra su país. El argumento de la segunda, publicado en cuatro tomos por Epic Comics, se centra en la lucha por controlar la política de los países de América del Norte, en una conferencia mundial de superhéroes en Free Louisiana. La nueva Capitán Confederación es una mujer afroamericana, embarazada con el bebé del capitán anterior.